# Josephsthal (Schönsee)
Josephsthal ist ein Ortsteil der Stadt Schönsee im Oberpfälzer Landkreis Schwandorf (Bayern).
Die Einöde Josephsthal liegt südlich von Schönsee am östlichen Rand des Faulen Rieds. Der Weg nach Josephsthal zweigt von der Staatsstraße 2154 zwischen Schönsee und Preißhof nach Westen ab. Am 31. Dezember 1990 war Josephsthal noch von zwei Personen bewohnt.
Westlich von Josephsthal, im Faulen Ried, kommen Serpentinite vor als erste Spuren magmatischer Erscheinungen gegen Ende der assyntischen Gebirgsbildung. Da Serpentite widerstandsfähig gegen Verwitterung und Zersetzung sind, werden sie nur von einer dünnen Verwitterungsschicht bedeckt, was sich in einer ärmeren Vegetation aus Flechten, Heidekraut, Borstgras und Kiefern äußert.
Im Sommer findet man Gruppen des rosablühenden Wiesenknöterichs als typischen Bewohner der Borstgrasheide im Faulen Ried.